# Jody Reynolds
Ralph Joseph Reynolds (Denver, 3 december 1932 - Californië, 7 november 2008) was een Amerikaanse rockabillyzanger, gitarist en songwriter, wiens nummer Endless Sleep een grote Amerikaanse top tien hit was in de zomer van 1958. Zijn opvolger Fire of Love piekte op slechts nummer 66 in de Billboard-hitlijst, maar het lied werd later een bluespunkklassieker nadat hij werd gecoverd door de MC5 en de Gun Club.
Reynolds was een vaste klant in het oldies-circuit en een succesvol zakenman in het zuidwesten van de Verenigde Staten. Vanaf de jaren 1980 werden verschillende compilaties van zijn muziek uitgebracht in de Verenigde Staten en Europa en hij genoot bescheiden bijval als pionier van de rockabilly-muziek.
In 1999 werd Reynolds geëerd met zowel een Golden Palm Star op de Palm Springs Walk of Stars in Palm Springs en als inductie in de Rockabilly Hall of Fame.

## Carrière
Ralph Joseph Reynolds werd geboren in Denver, Colorado en groeide op in het kleine stadje Shady Grove. Geïnspireerd door western swing en artiesten als Bob Wills, Hank Thompson en Eddy Arnold, die hij op de radio hoorde, begon Reynolds op 14-jarige leeftijd gitaar te spelen. Hij begon rockabilly te spelen in Texas halverwege de jaren 1950, nadat hij artiesten als Elvis Presley, Carl Perkins en Roy Orbison had gehoord.
Tijdens een optreden in San Diego ontmoette Reynolds muziekuitgever Herb Montel. Montel wees verschillende nummers van Reynolds af, maar na het horen van zijn compositie Endless Sleep kreeg hij een contract bij Demon Records en begon hij hem te managen.
Geïnspireerd door het geluid van Heartbreak Hotel van Elvis Presley schreef Reynolds Endless Sleep, terwijl hij in Yuma was voor een optreden en speelde het diezelfde avond op het podium. Hoewel hij zelf een bekwaam gitarist was, bevatte de studio-opname van het nummer Al Casey en Howard Roberts op gitaren. Het was uitsluitend geschreven door Reynolds, maar Demon Records schreef het toe aan Reynolds en de fictieve Dolores Nance om het te laten lijken alsof het was geschreven door een 'professioneel' songwritingteam. Met spookachtige, met galm beladen zang vertelt Endless Sleep het verhaal van een jonge man die wanhopig op zoek is naar zijn vriendin, die zich na een ruzie in de oceaan heeft geworpen. Het label haalde een onwillige Reynolds over om de tekst te veranderen om het nummer een happy end te geven.
Het nummer bereikte de nummer 5-positie in de Amerikaanse Billboard Hot 100 op 7 juli 1958, verkocht meer dan een miljoen exemplaren en inspireerde een trend van tienertragedie liedjes, waaronder Tell Laura I Love Her van Ray Peterson, Ebony Eyes van The Everly Brothers en Leader of the Pack van The Shangri-Las. Reynolds trad op in American Bandstand en andere tv-shows en was te horen op concertreizen, georganiseerd door de diskjockey/promotor Alan Freed. Endless Sleep zou later worden gecoverd door The Judds, John Fogerty, Nick Lowe, Billy Idol, Vince Taylor en Marc Bolan. Marty Wilde had er een grote hit mee in het Verenigd Koninkrijk en de versie van Hank Williams jr. was een bescheiden succes in de countrymuziek.
Reynolds' zelfgeschreven vervolgsingle Fire of Love werd jaren later een rock-'n-roll-klassieker, nadat hij nieuw leven werd ingeblazen door de MC5  en de Gun Club, maar bereikte pas nummer 66 in de Billboard-hitlijst toen hij werd uitgebracht in augustus 1958 en was zijn laatste nummer dat de Billboard Hot 100 bereikte. In tegenstelling tot Endless Sleep wordt Fire of Love vermeld als mede-geschreven door Reynolds en zijn eerste vrouw Sonja Sturdivant.
Reynolds nam nog een aantal singles op, beide met Demon en andere labels, waaronder duetten met Bobbie Gentry, twee nummers geschreven door Marty Cooper en Lee Hazlewood en twee hete instrumentals uitgebracht onder de naam The Storms (Reynolds' begeleidingsband). Tegen het midden van de jaren 1960 vestigde hij zich in Palm Springs, waar hij zich concentreerde op het stichten van een gezin en zijn werk als makelaar. Hij behield echter zijn levenslange liefde voor muziek, schreef en nam liedjes op in een kleine thuisstudio, trad af en toe op in oldies-shows en opende een muziekwinkel.
Kolonel Tom Parker, de manager van Elvis Presley, contracteerde Reynolds bij zijn Boxcar Publishing Co., omdat hij dacht dat Presley misschien geïnteresseerd zou zijn in sommige van zijn liedjes, hoewel Presley in 1977 stierf voordat hij ze had opgenomen. Reynolds nam een van de nummers Yesterday and Today op die hij voor Presley had geschreven op een album uit 1978.
Beginnend in de late jaren 1970, werden Endless Sleep en andere nummers van Reynolds' opnieuw uitgebracht in Europa en Amerika. De rockabilly-revival die halverwege de jaren 1970 begon (Jungle Rock van Hank Mizell bereikte de Britse top tien in 1976) zorgde voor een verdere toename van de belangstelling voor zijn muziek.
In 1999 werd Reynolds met een ster op de Palm Springs Walk of Fame geëerd naast Ricky Nelson en Elvis Presley. In hetzelfde jaar werd hij opgenomen in de Rockabilly Hall of Fame.

## Overlijden
Jody Reynolds overleed in november 2008 op 75-jarige leeftijd in Palm Springs aan de gevolgen van leverkanker. Hij werd overleefd door zijn 47-jarige vrouw Judy, zijn dochters Malinda en Marla, zoon Mark en kleindochter Desiree.

## Discografie

### Singles
- 1958: Endless Sleep
- 1958: Fire of Love
- 1959: Golden Idol
- 1960: Stone Cold
- 1962: Dusty Skies
- 1963: A Tear For Jesse

- Gemeinsame Normdatei: 134925149
- International Standard Name Identifier: 0000 0000 5549 7983
- Library of Congress Control Number: no98053199
- MusicBrainz: 2ec1b269-51b4-4876-b0d0-17c0374f9d93
- Virtual International Authority File: 7008087
- WorldCat: E39PBJkxGpd8HtkXpDYjbMQyVC